# نخستین جنگ انگلستان و هلند
نخستین جنگ انگلستان-هلند، جنگی یک‌سر دریایی بود که از ۱۶۵۲ تا ۱۶۵۴ میلادی میان ناوگان جمهوری انگلستان و جمهوری هلند درگرفت. به سبب اختلاف‌ها در بازرگانی، جنگ با حملهٔ کشتی‌های جنگی انگلستان به کشتی‌های بازرگانی هلندی آغاز شد و به برتری ناوگان انگلستان و در دست گرفتن مهار دریاهای پیرامون انگلستان انجامید. نیز هلند پذیرفت که بازرگانی با انگلستان و نوآبادهای ش تنها با کشتی‌های انگلیسی شدنی باشد.

## زمینه
در سده شانزدهم میلادی انگلستان و هلند هم‌پیمانانی نزدیک در برابر جاه‌طلبی‌های دودمان هابزبورگ بودند. این دو کشور در جنگ آرمادا در برابر اسپانیا هم‌رزم بودند و انگلستان در جنگ هشتادساله با فرستادن پول و سپاه به پشتیبانی از هلندیان آمد. نماینده‌ای همیشگی از انگلستان در حکومت هلند حضور داشت، تا همکارهای نظامی هماهنگ باشند. پیمان صلح کناره‌گیری در ۱۶۰۴ میان انگلستان و اسپانیا اما، این رشته را ریش کرد. با فروکاسته شدن نیروی اسپانیا در پی جنگ سی‌ساله در ۱۶۴۰، بسیاری از نوآبادهای پرتغالی و شماری از نوآبادهای اسپانیایی و منابع کانی و طبیعی آنها، بی‌نگهبان شدند و همین زمینه‌ای شد برای بالا گرفتن اختلاف‌ها میان هم‌پیمانان کهن. از دیگر سو هلندیان که در پی صلح با اسپانیا در بازرگانی با ایبریا جای انگلیسی‌ها را گرفته بودند، بیش‌تر از پیش خشم انگلستان را از پیش‌رفت شان در بازرگانی انگیختند.
در میانه سده هفدهم ترسایی، هلند با فاصله‌ای چشم‌گیر، دارای بزرگ‌ترین ناوگان بازرگانی در اروپا شده بود، کشتی‌هایی بیش‌تر از همه دیگر کشورها و اقتصاد شان که بر بازرگانی دریایی استوار بود، آنان را جایگاهی بلند و برتر در بازرگانی اروپا، به ویژه در دریای شمال و بالتیک داده بود. افزون بر این آنان بر بیش‌تر نوآبادها و قلمروهای پیشین امپراتوری پرتغال چیره شده بودند و برتری شان در بازرگانی در هندوستان و برزیل، ایشان را در بازرگانی پرسود ادویه بی‌رقیب کرده بود. آنان حتی نفوذ و حضوری چشم‌گیر در بازرگانی انگلستان با نوآبادهای کوچک ش در آمریکای شمالی داشتند.
بازرگانی و کشتی‌رانی هلند بسیار از انگلستان پیش افتاده بود. چراکه گسترش کشتی‌رانی و بازرگانی انگلستان بر پایه عوارض و تعرفه‌های گمرکی و کشتی‌رانی و بازرگانی هلند بر پایه بازرگانی آزاد و بدون گمرکی بود. از همین روی کالاهای هلندی با هزینه‌ای کم‌تر، بیش‌تر از کالاهای انگلیسی توانِ رقابت داشتند.
دیگر چرایی رونق گرفتن کشتی‌رانی و بازرگانی هلندیان در میانه سده شانزدهم ترسایی، پایان گرفتن جنگ سی‌ساله (۱۶۱۸–۱۶۴۸) بود. این جنگ‌ها در هلند، خود پایانی بر جنگ هشتادساله (۱۵۶۸–۱۶۴۸) برای استقلال از اسپانیا به‌شمار می‌رفت. برای هلندیانی که باید به سبب خطر رزم‌ناوهای اسپانیایی، هزنیه بیش‌تری برای بیمه کشتی‌های شان می‌پرداختند، پایان یافتن جنگ برای کرانه‌ها و کشتی‌های هلندی به معنی از میان رفتن تحریم‌ها و تنگناهایی بود که اسپانیا برای هلندیان گذاشته بود و در پی ش ارزان‌تر شدن کالاهای هلندی به سبب پایین آمدن هزینه بیمه کشتی‌ها. به ویژه که بازرگانی میان هلند و اسپانیا کمابیش بی‌درنگ پس از جنگ از سر گرفته شد. اما داد و سند انگلستان با اسپانیا همچنان محدود ماند. نمونه را، در ۱۶۵۱، انگلستان دچار رکود اقتصادی بود.

## تنش‌های سیاسی میان جمهوری انگلستان و جمهوری هلند
در میان جنگ داخلی انگلستان، فردریک هنری، فرمان‌روای هلند، کمک مالی بزرگی به چالرز نخست پادشاه انگلستان کرد که با او پیوندهای خویشی نزدیکی داشت؛ چندان که با نیروی دریایی پرقدرت ش بر لبه دخالت نظامی بود. چارلز را در انگلستان گردن زدن، خشم هلند را افروخت و در آن سو الیور کرامول نیز جمهوری هلند را دشمن خود دانست. با این همه جمهوری انگلستان و جمهوری هلند ویژگی‌های همسان بسیاری داشتند: هر دو حکومت‌هایی جمهوری بودند و هر دو پروتستان. پس از مرگ فردریک هنری، پسر ش، ویلم دوم اورانژ، کوشید تا آرزوی پدر ش را که چیرگی دریایی هلند بود، برآورد.
در ۱۶۵۱، پارلمان انگلستان با مصوبه دریانوردی، دادوستد هلندیان را با نوآبادهای انگلیسی، به استفاده از کشتی‌های انگلیسی مشروط کرد. از دیگر سوی، پشتیبانی فرانسه از سلطنت‌خواهان انگلستان، جمهوری را به بخش‌نامه مارک را صادر کردن پیش‌راند. این بخش‌نامه که در برابر کشتی‌های فرانسوی و کالاهای فرانسوی در کشتی‌های بی‌طرف صادر شده بود، اجازه بازرسی از کشتی‌های بی‌طرف را هم در برداشت، حال آن که بیش‌تر کشتی‌های بی‌طرف هلندی بودند.